# Dinamostinos
Dinamostinos (Dynamostini) é uma tribo de coleópteros da subfamília Disteniinae (Disteniinae); compreende duas espécies, em dois gêneros.

## Sistemática
- Ordem Coleoptera
  - Subordem Polyphaga
    - Infraordem Cucujiformia
      - Superfamília Chrysomeloidea
        - Família Disteniidae
          - Subfamília Disteniinae
            - Tribo Dynamostini (Lacordaire, 1869)
              - Gênero Aiurasyma (Galileo & Martins, 2001)
              - Gênero Dynamostes (Pascoe, 1857)